# Gerona, Tarlac
Gerona là một đô thị hạng 2 ở tỉnh Tarlac, Philippines. Theo điều tra dân số năm 2000, đô thị này có dân số 72.18 người trong 15.69 hộ.

## Hành chính
Gerona được chia thành 44 barangay.
| - Abagon - Amacalan - Apsayan - Ayson - Bawa - Buenlag - Bularit - Calayaan - Carbonel - Cardona - Caturay - Danzo - Dicolor - Don Basilio - Luna | - Mabini - Magaspac - Malayep - Matapitap - Matayumcab - New Salem - Oloybuaya - Padapada - Parsolingan - Pinasling (Pinasung) - Plastado - Poblacion 1 - Poblacion 2 - Poblacion 3 - Quezon | - Rizal - Salapungan - San Agustin - San Antonio - San Bartolome - San Jose - Santa Lucia - Santiago - Sembrano - Singat - Sulipa - Tagumbao - Tangcaran - Villa Paz |